# Гусарска обала
Гусарска обала (енгл. Pirate Coast) је историјски назив који се од 17. века до раних 1820-их година користио за обалу данашњих Уједињених Арапских Емирата. Напади гусара на југоисточним обалама Персијског залива су се интензивирали због политичког вакуума произашлог иранском победом над Португалом који је остао ускраћен за све колоније у Персијском заливу, а у пиратској улози нашли су се вехабијски Арапи којима је разведена обала с плићацима пружала идеално уточиште. Кроз 17. и 18. век уследиле су серије пиратских напада на локалне иранске и оманске флоте односно на европске бродове који су пловили обалама северног Индијског океана, што је 1809. године нагнало Британска источноиндијску компанију да организује велику поморску експедицију. Упркос британском успеху и уништењу 80 пиратских бродова, напади су се настављали и даље али у мањој мери него раније. Године 1820. Британци су се одлучили на склапање примирја са локалним шеицима што ће резултовати успоставом протектората који се одржао све до 1971. године када се осамостаљују УАЕ. Непосредно након склапања споразума с почетка 19. века, Пиратска обала почела се називати Обалом примирја (енгл. Trucial Coast).